# Giulio Scarpati
Pour les articles homonymes, voir Scarpati.
Giulio Scarpati est un acteur italien né le 20 février 1956 à Rome.

## Filmographie partielle

### Comme acteur
- 1991 : Chiedi la luna de Giuseppe Piccioni
- 1992 : Gangsters de Massimo Guglielmi
- 1992 : Tous les hommes de Sara (Tutti gli uomini di Sara), de Gianpaolo Tescari
- 1993 : Mario, Maria et Mario d'Ettore Scola
- 1994 : Il giudice ragazzino d'Alessandro Di Robilant
- 1995 : L'Estate di Bobby Charlton de Massimo Guglielmi
- 1995 : Pasolini, mort d'un poète de Marco Tullio Giordana
- 1996 : Italiani de Maurizio Ponzi
- 1996 : Cuori al verde de Giuseppe Piccioni
- 2008 : Appuntamento a ora insolita de Stefano Coletta